# Автошлях Р 23
Автошлях P 23 — автомобільний шлях регіонального значення на території України, довжиною 109,6 км, пролягає від Сімферополя до Феодосії. Проходить через населені пункти: Зуя, Білогірськ, Старий Крим. Загальна довжина — 109,6 км.